# イギリス土木学会
イギリス土木技師学会（イギリスどぼくぎしがっかい、ICE、Institution of Civil Engineers）は、1818年にロンドンで設立されたイギリスの土木技師学会。＜この記事には改訂が必要です. May 13, 2019＞
現在は国際化しており2012時点で150の国で8万人の会員数を持つ。

## 役割
専門的な機関として、それは専門的な学習（学生や既存の実務家の両方）をサポートし、促進することを約束され、職業倫理を管理し、技術者の地位を保護し、その他政府との取引における専門職の利益を代表することは、基準を設定体のメンバーのために、技術基準を進行し、産学と連携し、教育訓練カリキュラムにアドバイスします。

## 組織
土木技術者協会にも土木の研究やベストプラクティスをカバーする技術的検討を発行しています。その商業部門、トーマス·テルフォード社の下では、このようなNECエンジニアリングおよび建設契約として研修、採用、出版、契約サービスを提供しています。トーマス·テルフォード社のすべての利益は、社会の中心に土木技術者を置くことのその資本の目的を促進するために戻っ機関に行く。出版部門は、 1836年から存在し、今日アイスパブリッシングと呼ばれている。 ICEの公開は、ICEマニュアルシリーズを含むおよそ30冊年、および26土木ジャーナル、 18の部分、地盤工学のICE手続きを含め、コンクリート研究誌を生成します。アイスサイエンスシリーズは今も、ICE出版から出版されている。ナノ材料·エネルギー、エマージング材料研究、バイオインスパイアード、バイオミメティックおよびナノバイオ材料、グリーン材料·表面イノベーション： ICE科学は、現在、 5誌で構成されています。 ICEのメンバーは、学生を除いても、毎週新しい土木エンジニアの雑誌を受け取る。これは、ICE出版が発行するが、 Eマップによるものです。

## 資格
土木で認識アカデミックコースを追求する学生は、学生会員として、ICEに参加することができます - 英国の多くの学部、土木、構造、環境度「ICEによって認定」されています。彼らの研究を完了した後、個人は大学院のメンバーになることができます - 歩近づくフルメンバーの状態（マウス）を達成する。専門的な立ちの頂点はその後フェロー（ FICE ）として受け入れられることです。

## 社会事業
ICEはまた、国際的および/または欧州機関の英国のセクションであるそのうちのいくつかは、土木業界内での特殊利益団体をサポートするために、異なる時間に作成された13関連社会を、管理している。